# Subaljutovella
Subaljutovella es un género de foraminífero bentónico de la subfamilia Aljutovellinae, de la familia Aljutovellidae, Rauzer-Chernousova, D.M., Bensh, F.P., Vdovenko, M.V., Gibshman, N.B., Leven, E.Ya., Lipina, O.A. Reitlinger, E.A., Solovieva, M.N. y Chediya, I.O. (1996). Spravochnik po sistematike foraminifer Paleozoya; Endothyroidy, Fuzulinoidy [Reference-book on the systematics of Paleozoic foraminifers; Endothyroida and Fusulinoida]. Rossiyskaya Akademiya Nauk, Geologicheskiy Institut, Moskva “Nauka”, 1-207 (en ruso).</ref> de la superfamilia Ozawainelloidea, del suborden Fusulinina y del orden Fusulinida. Su especie tipo es Subaljutovella bashkirica. Su rango cronoestratigráfico abarca el Bashkiriense (Carbonífero superior).

## Discusión
Clasificaciones previas hubiesen clasificado Subaljutovella la subfamilia Fusulinellinae, de la familia Fusulinidae, de la superfamilia Fusulinoidea. Clasificaciones más recientes incluyen Subaljutovella en la subfamilia Profusulinellinae, de la familia Profusulinellidae, y en la subclase Fusulinana de la clase Fusulinata. Ha sido considerado un sinónimo posterior de Profusulinella.

## Clasificación
Subaljutovella incluye a las siguientes especies:
- Subaljutovella bashkirica †
- Subaljutovella tikhonovichi †